# Casa de Max Hoffman
Casa de Max Hoffman é uma casa projectada pelo arquitecto Frank Lloyd Wright, localizada em Rye, Nova York. Em 1954, o importador de automóveis na Europa, Max Hoffman encomendou a Wright um projeto  para a então empresa de automóveis Hoffman Auto Showroom para a concessionária Jaguar na 430 Park Avenue, em Nova York. No ano seguinte, Wright projetou uma casa térrea em forma de L para os Hoffmans no Norte de Manursing Island. Esta grande casa à beira-mar e jardim com vista para o Estuário de Long Island, foi construída em pedra, gesso, com telhado de ardósia e acabamento em cobre na fáscia. A casa dispõe de um jardim em estilo japonês concebido por Stephen Morrel, curador do jardim John P. Humes Japanese Stroll Garden, em Locust Valley, Nova York. Em 1972, a Taliesin Associated Architects construiu uma ala adicional a Norte. Uma renovação interior foi realizada em 1995 pela arquitecta Emanuela Frattini Magnusson.

## Propriedade
- 1993 - Presente - Tom & Alice Tisch (filho e nora de Laurence Tisch) compram a casa.
- 1972 - 1993 - Emily Fisher Landau compra a casa.
- 1955 - 1972 - Obra é completa por Max Hoffman.